# 何維復
何維復（1528年—？），字可幾，號禮庵，廣東廣州府番禺縣人，軍籍，明朝政治人物。

## 生平
嘉靖三十一年（1552年）壬子科廣東鄉試第三十三名舉人。嘉靖三十五年（1556年）中式丙辰科會試第一百四名，三甲第九十六名進士。刑部观政，授直隶潜山县知县，三十八年升南京户部主事，致仕。

## 家族
曾祖何通；祖父何紳；父何文琦，母李氏。兄维谦、弟维恒、维巽，俱生员；维观。